# Чафаринска острва
Чафаринска острва (шп. Islas Chafarinas) је група од три мала острва (Isla del Congreso, Isla de Isabel II (или Isla de la Conquista) и Isla del Rey) у Средоземном мору недалеко од обале Марока, 48 km од Мелиље и око 3,5 km од Мароканског града Ra'su l-Ma'. Чафаринска острва су део Шпаније у северној Африци, заједно са градовима Сеута, Мелиља и острвима Пењон де Алусемас и Пењон де Велес де ла Гомера. Острва су под шпанском контролом од 1847. и на острву Isla del Congreso се налази гарнизон од 190 војника.